# Kenny Mann
Kenny Mann (* 8. Oktober 1927 in Chicago, Illinois als Crews Mann; † 28. Dezember 2008 in Sherman Oaks, Kalifornien) war ein US-amerikanischer Jazz-Tenorsaxophonist und Bandleader.

## Leben und Wirken
Kenny Mann besuchte die Hirsch Highschool und das Roosevelt College; seine Karriere als Musiker begann er Mitte der 1940er Jahre in lokalen Bands seiner Heimatstadt, 1945 spielte er in der Bigband von Ted Phillips, danach ab Ende 1946 mit Johnny Griffin und Arnett Cobb bei Lionel Hampton, mit dem er im März 1947 in der New Yorker Carnegie Hall auftrat. Mann und Griffin galten in der Band als die Protagonisten der Tenor battles. Mitte 1947 verließen beide die Hampton-Band. Danach spielte Mann in Chicago in einer lokalen Formation, die ein Jazz at the Philharmonic Konzert eröffnete und wirkte bei einer Session von Howard McGhee für das kleine und kurzlebige Label Vitacoustic Records mit, bei der auch weitere JATP-Tourmitglieder spielten, so Billy Eckstine (hier ausnahmsweise als Posaunist), Hank Jones, Ray Brown und J. C. Heard sowie bei zwei Stücken die Vokalistin Marcelle Daniels („Flip Lip“ und „The Last Word“).
1947 spielte Mann in einer Bebop-Formation, die im Club Flamingo in Silvis bei Moline (Illinois) auftrat. 1949 gehörte er der Jay Burkhart Bigband an, in der auch Joe Daley, Hobart Dotson und Cy Touff spielten. Sie galt als Chicagos einzige Bebop-Bigband, ein Ensemble, dem bis zu 21 Musiker angehörten; der Bandsänger war Joe Williams. Die Burkhart Bigband trat regelmäßig montags im Nob Hill (53rd and Lake Park) auf; ihr gelang jedoch nie der kommerzielle Durchbruch, und es entstanden auch keine Plattenaufnahmen.
1950 wirkte Mann bei einigen Aufnahmesessions für das kurzlebige Label Seymour mit, so mit dem Pianisten John Merritt Young und der Sängerin Lurlean Hunter. Im August 1951 nahm er in Quintett- und Bigband-Besetzung  für den Arrangeur Bill Russo auf. Von 1951 bis 1955 spielte er in verschiedenen Tanzbands von Ralph Marterie, dessen Aufnahmen bei Mercury Records erschienen. Ende der 1950er Jahre verließ Kenny Mann Chicago und zog nach Kalifornien. Ende der 60er gab er seine Tätigkeit als Musiker eine Weile auf, um im Justizwesen zu arbeiten.
1977 war er auf Teilzeitbasis wieder als Musiker in seiner Heimatstadt aktiv, als er mit einer eigenen Formation namens The Counsellors mit Britt Woodman, dem Pianisten Joel Scott, dem Bassisten Tom Palmer und dem Schlagzeuger Bruz Freeman auftrat. Aufnahmen entstanden lediglich für eine Radiostation in Long Beach.
Kenny Mann spielte im Laufe seiner Karriere außerdem in den Bands von Buddy Rich, Shorty Rogers, Buddy Bregman und der Tommy Dorsey Ghost Band.